# Dálčice
Dálčice (německy Daltschitz) jsou 4 kilometry vzdálenou místní částí městyse Vilémova. Vesnice se rozkládá v nadmořské výšce 436 m a v současné době ji obývá 29 lidí.

## Historie
Vůbec poprvé se o malé osadě začalo hovořit v 17. století v souvislosti s jejich majitelkou Kateřinou Dálčickou. Za probíhajících česko-uherských válek byla vesnice zničena. Se vznikem obecní samosprávy byly Dálčice spojeny s nedalekou obcí Kraborovice.
| Rok            | 1869 | 1880 | 1890 | 1900 | 1910 | 1921 | 1930 | 1950 | 1961 | 1970 | 1980 | 1991 | 2001 | 2010 |
| -------------- | ---- | ---- | ---- | ---- | ---- | ---- | ---- | ---- | ---- | ---- | ---- | ---- | ---- | ---- |
| Počet obyvatel | 126  | 160  | 131  | 111  | 111  | 105  | 95   | 72   | 69   | 63   | 60   | 47   | 42   | 29   |

## Fotogalerie

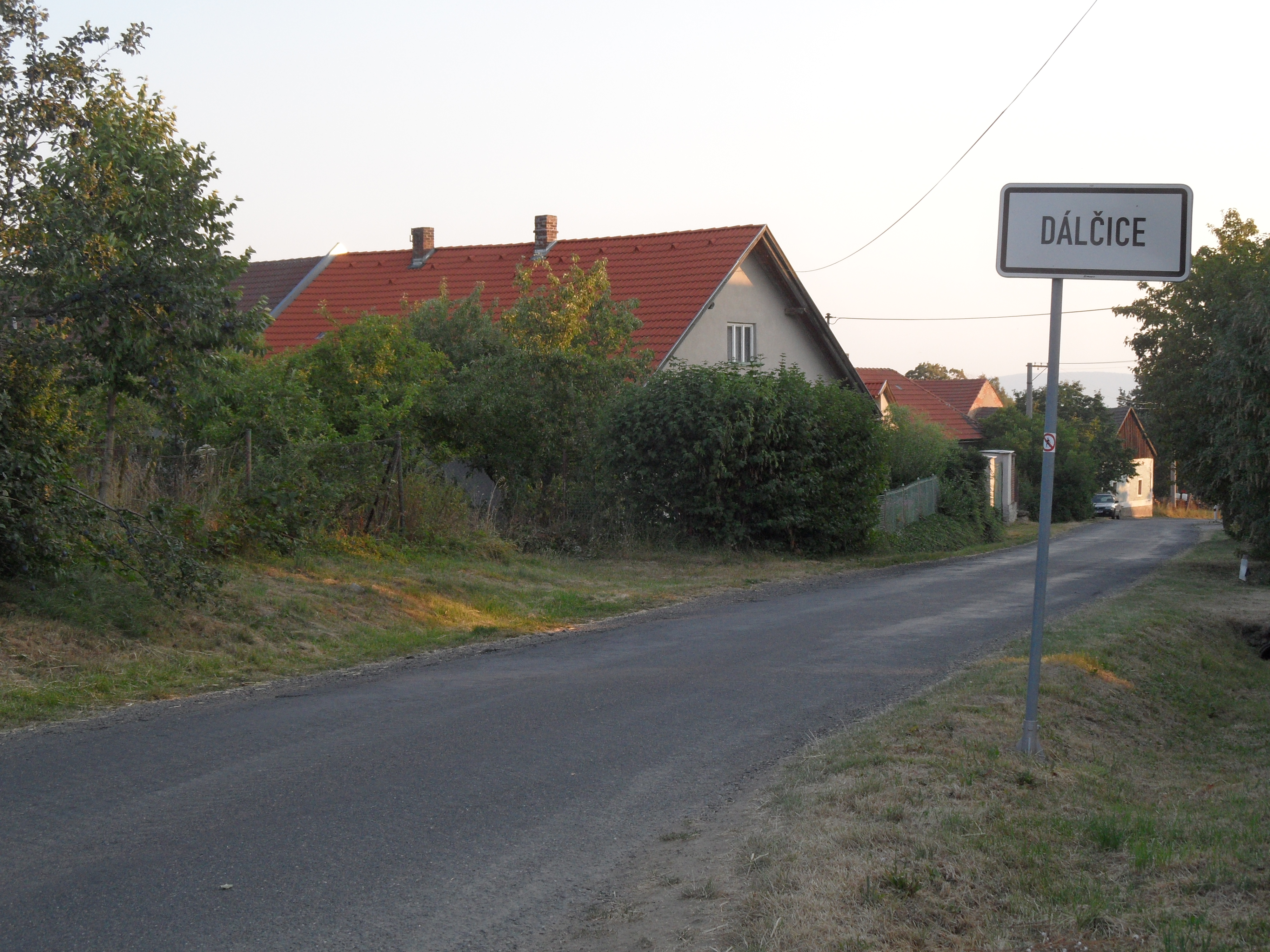
Příjezd od Petrovic
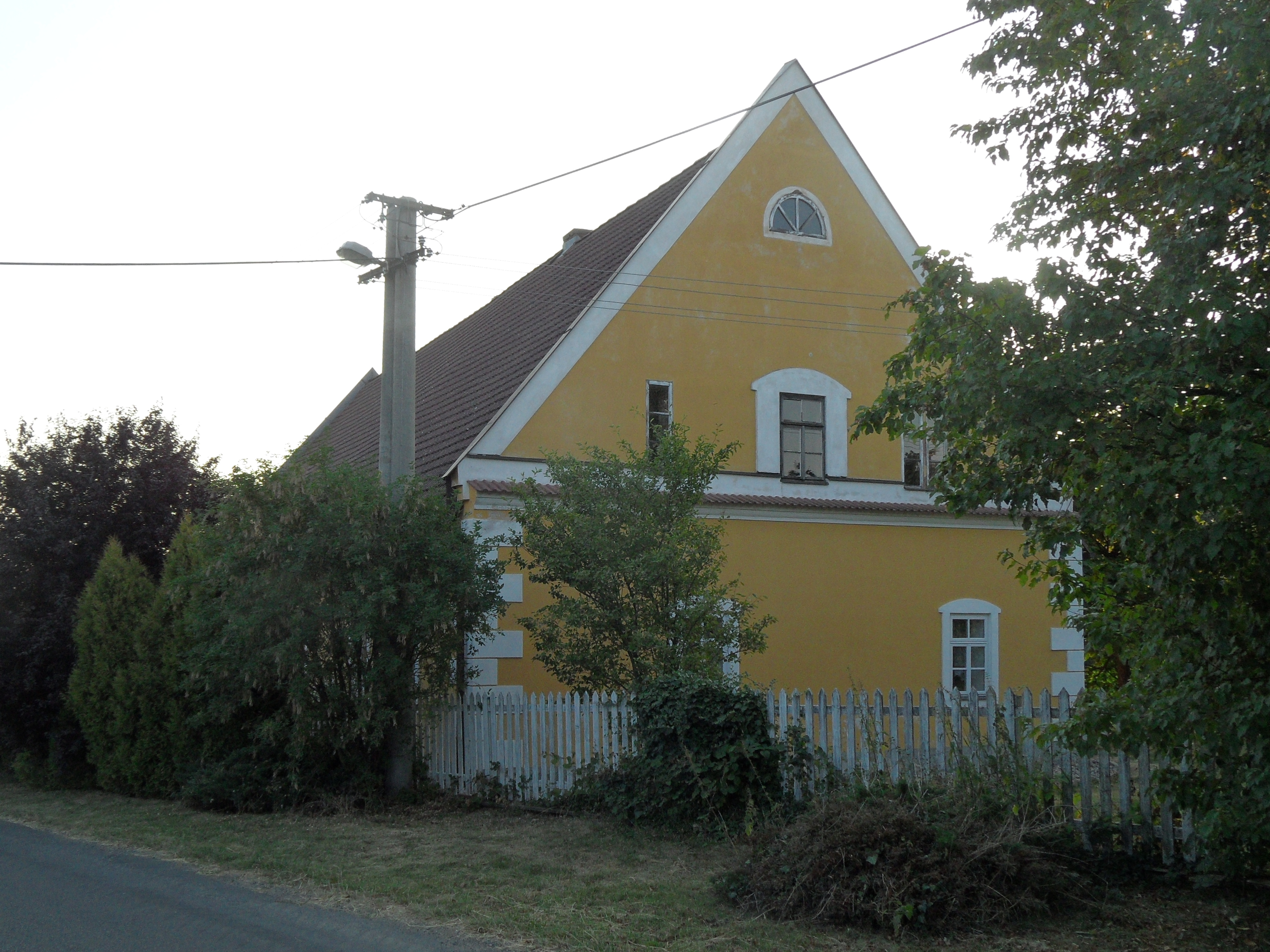
Dům se štítem
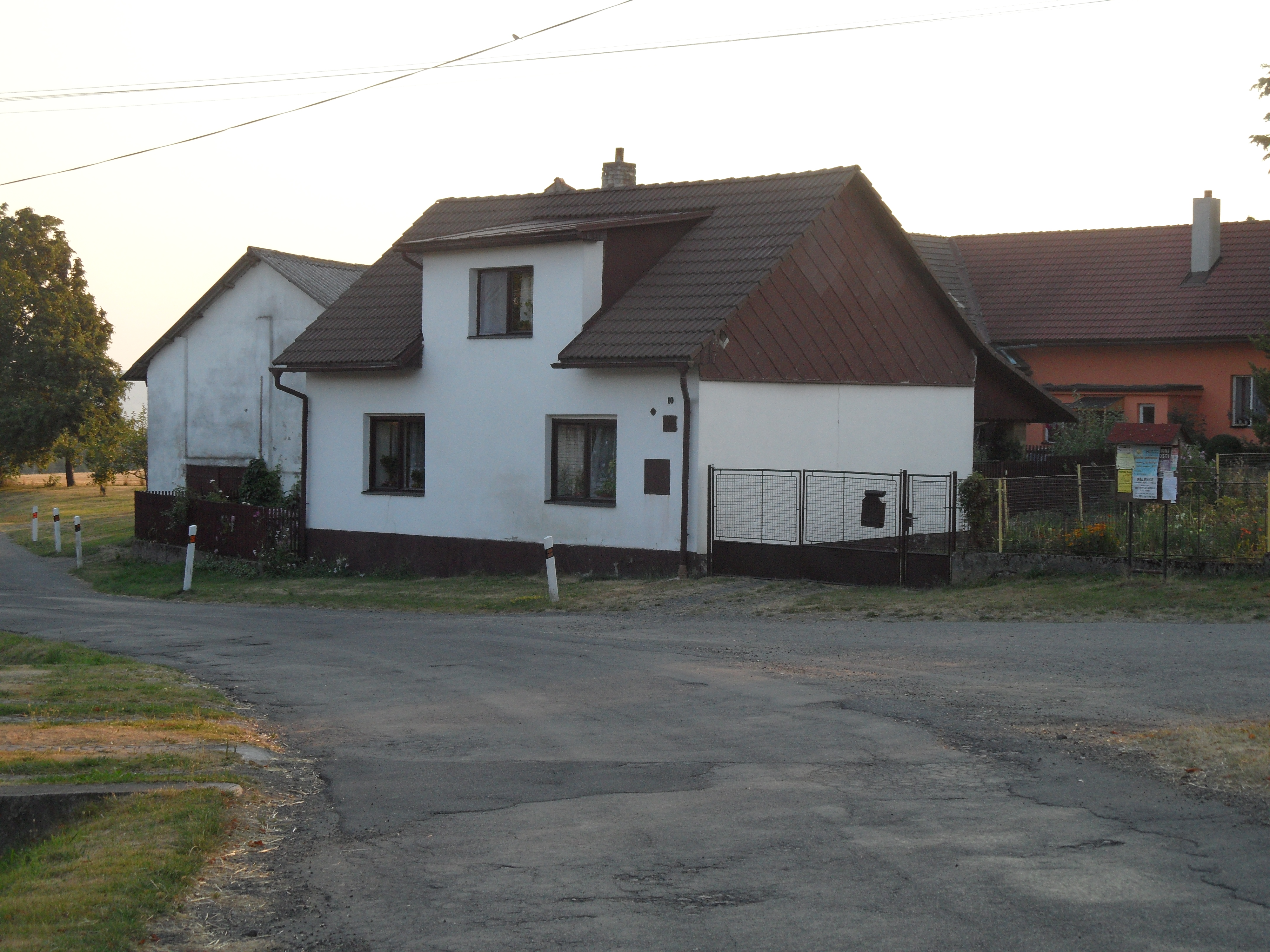
Dům u křižovatky
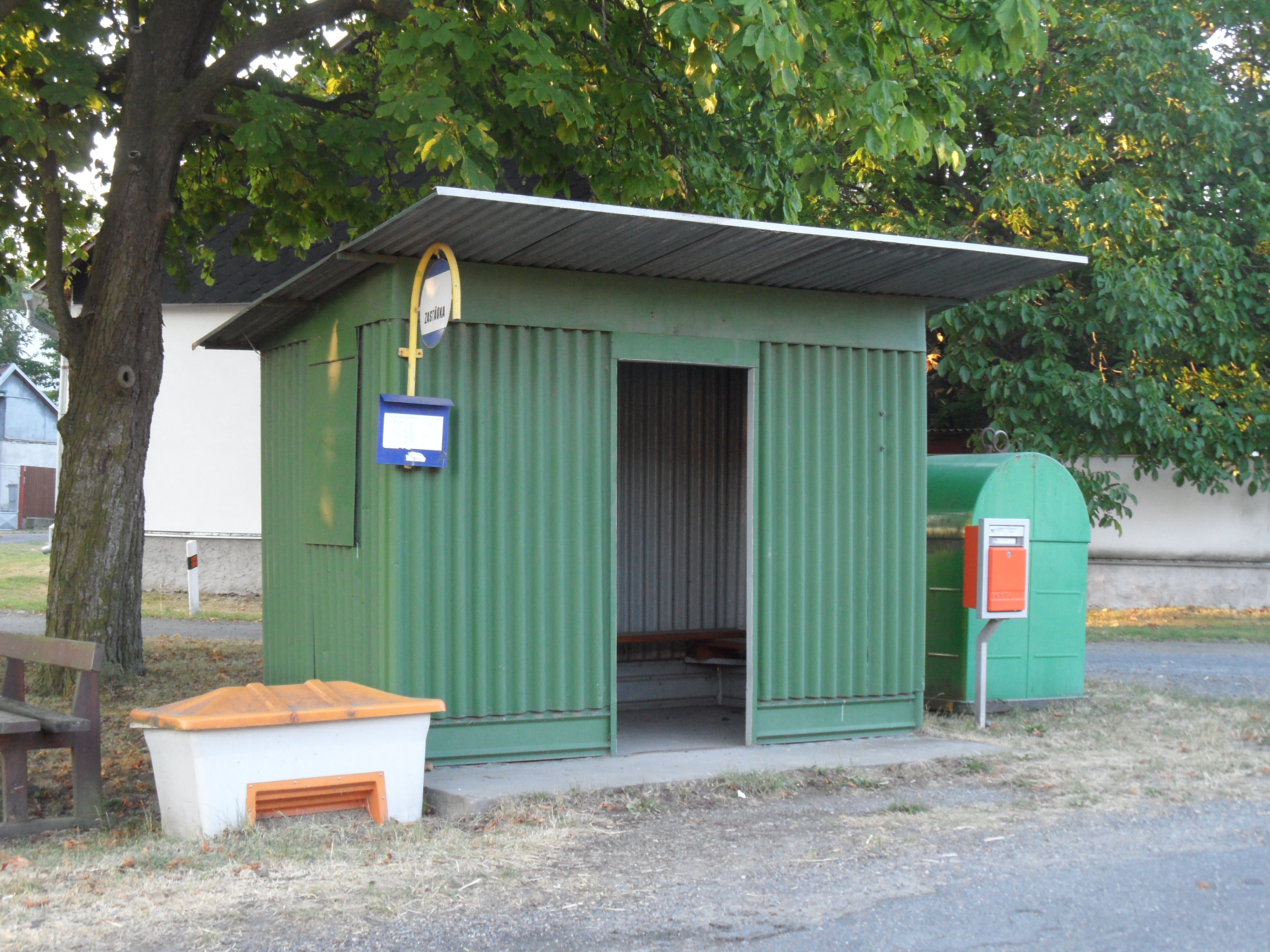
Autobusová zastávka
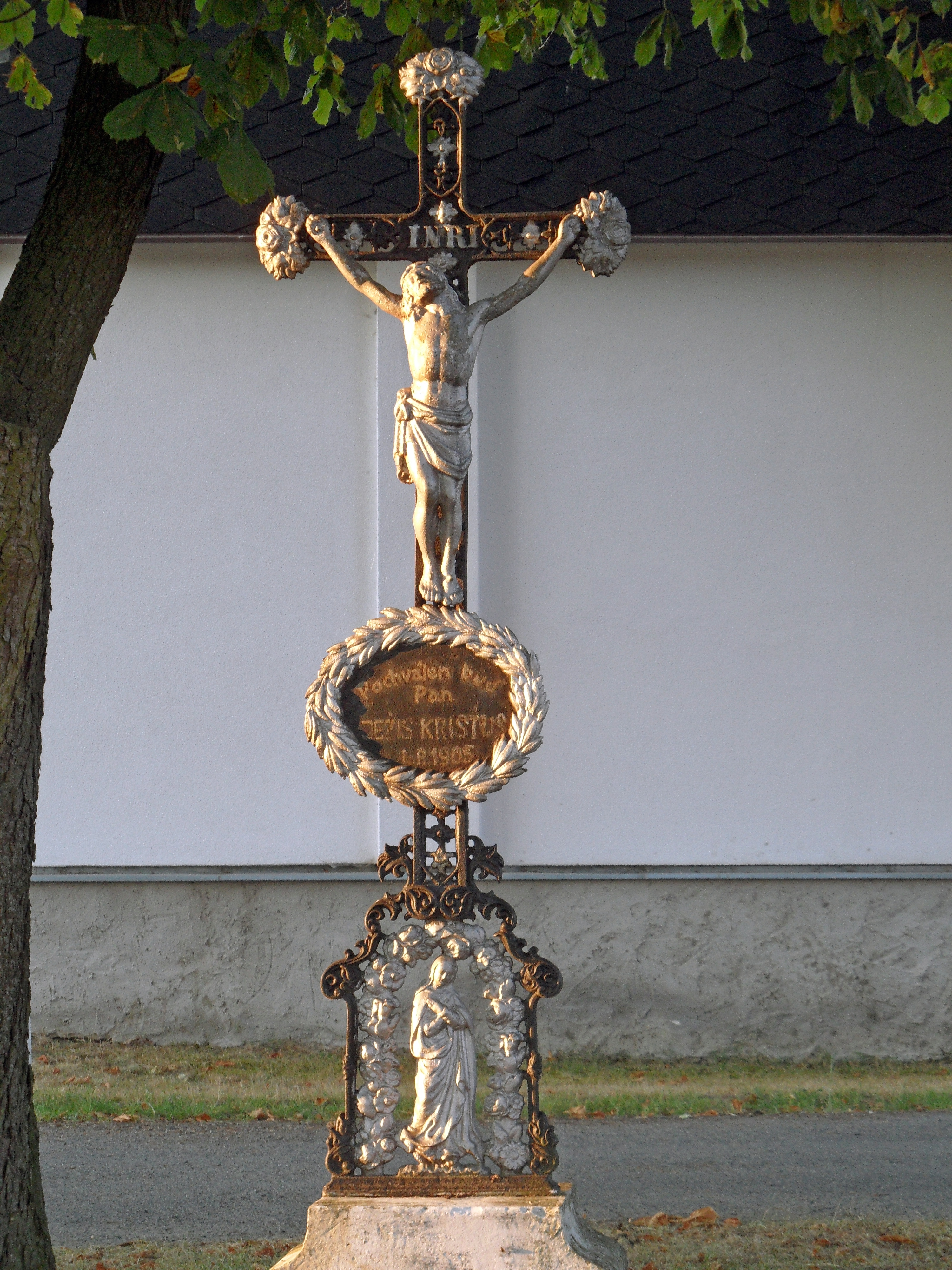
Detail křížku